# (33376) Medi
(33376) Medi est un astéroïde de la ceinture principale.

## Description
(33376) Medi est un astéroïde de la ceinture principale. Il fut découvert le 6 février 1999 à Pianoro par Vittorio Goretti. Il présente une orbite caractérisée par un demi-grand axe de 2,21 UA, une excentricité de 0,12 et une inclinaison de 6,3° par rapport à l'écliptique.

## Compléments